# 北信愛
北信愛（日语：／ Kita Nobuchika，1523年—1613年）是日本戰國時期的武將，南部氏家臣，盛岡藩家老。幼名彥太郎，是三戶南部氏的一族劍吉城主北左衛門尉致愛之子，劍吉城主，正室為淺水城主南長義之女。

## 生平

### 力挺高信之子，南部家中內亂
元龜2年（1571年），南部家中發生「屋裏之變」，信愛選擇保護石川高信之子南部信直，並與南部晴政對立。後來晴政隱居，便輔佐晴政之子南部晴繼，並為晴繼戴上成年禮的烏帽子。
天正10年（1582年），晴政父子先後在同年辭世，家中因為爭奪家督一事大亂，除了南部信直之外，九戶城主九戶政實力挺娶了南部晴政之次女的弟弟九戶實親。當時因為北信愛的正室為淺水城主南長義之女，而南長義又是南部信直親父石川高信之弟，由於這層姻親關係北信愛決定擁立信直，南部氏家督之位最終也在八戶政榮和北信愛領兵百人護送信直入三戶城繼任後，確定由信直坐上南部家第二十六代家督的寶座，此後北信愛稱尾張守，全力輔佐南部家的內政與外交，做為南部氏家老活躍。身為信直的擁立者，北信愛自然想讓信直的江山安穩。

### 親近豐臣政權，穩固信直地位
天正15年（1587年），北信愛向信直建言與幾近掌握天下的豐臣秀吉臣服，在信直接納同意後，北信愛便出使金澤城拜訪秀吉的重臣前田利家並送上老鷹表示忠誠，透過前田利家與豐臣秀吉交涉。
天正17年（1589年），南部信直乘安東家檜山、湊兩系紛爭再起之際命北信愛與大湯昌次攻奪比内大館城。
天正18年（1590年），在秀吉發起小田原討伐時勸諫信直出兵參戰，終得到秀吉確保南部本領安堵的朱印狀，被承認是南部氏正統的家督，同時因為早些年的大浦為信謀反而失去了津輕的領地，但是在北信愛的努力下經由前田利家從秀吉手中得到和賀、稗貫兩郡作為補償。

### 秀吉奧州仕置，九戶政實動亂
天正18年（1590年），信愛的四子愛邦過世。同時長年與南部信直對立的九戶政實趁大崎氏、葛西氏的遺臣們發動一揆（葛西大崎一揆）時於天正十九年（1591年）起事，並且引誘久慈、七戶諸氏一同背叛南部家，在信直鎮壓失敗，派出北信愛與長男利直趕往京都聚樂第，乞求豐臣秀吉派出援軍助信直平亂，北信愛更以九戶政實違反當初秀吉在征討小田原前所發佈的奧羽惣無事令為由進行控訴，最後秀吉以豐臣秀次為總大將展開討伐，九戶政實之亂被蒲生氏鄉、淺野長政等人的六萬大軍平靖，期間北信愛的次子秀愛也有出陣，而且之後也參與平定葛西大崎一揆，表現豪勇。戰後，秀愛成為和賀郡鳥屋崎城城代，獲得八千石領地，並自信直處拜領「直」字，改名為直愛，也把鳥屋崎城易名為花卷城，三男愛繼也獲得輕米城兩千石。九戶政實之亂終息後，北信愛做為南部家的重臣協佐信直治國，奠定日後盛岡藩的基礎。

### 次子直愛去世，主君信直亦歿
慶長3年（1598年），信愛的次子直愛逝世，北信愛替代亡兒接任花卷城代，並且收外甥南部信景為養子，是為北愛信（北信景）。而北信愛也至花卷城赴任後開始進行本丸、二之丸、三之丸的整備與構築花卷城下町的工作，此外為了方便統治當地以收安撫民心之效，北信愛招募起用已沒落的名門斯波遺族雫石久詮及豬去久道為家臣。 慶長4年（1599年），南部信直死後，信愛剃髮自號松齋，獲得許可隱居，讓愛信繼承北家。

### 關原之戰時期，老臣力戰和賀
慶長5年（1600年），德川家康與石田三成引爆關原之戰，遠在東北的南部家亦被波及，花卷城周邊騷亂再起。南部家選擇投向東國有強大實力的德川氏，當時同樣為東軍效力的最上義光因與上杉軍的交鋒陷入苦戰，為了救援最上，當主利直出兵救援山形城，就在南部軍主力盡出之刻，早對南部領土有覬覦之心的伊達政宗煽動岩崎一揆勢力包圍花卷城，由於防守薄弱三之丸被一揆軍攻下，已半失明的北信愛協同柏山明助迅速出軍與愛信合兵，以老邁之身奮力死守，因為兵力不足，北信愛將農民和町民、甚至將女官也投入戰鬥，而年輕力壯的北愛信則親率五十精兵以拿手的弓箭、槍砲之術游擊叛軍。而南部利直在上杉軍退出最上領後回援將叛軍鎮壓，一揆眾首領和賀忠親被捕並遭伊達政宗暗殺，花卷城解圍。

### 畢生奉獻心力，首席忠臣離世
慶長18年（1613年）八月，北信愛過世於花卷城，享壽九十一歲，後花卷城主由南部信直的次男政直繼任。

## 特色
做為盛岡藩開創之時的股肱重臣，北信愛功不可沒，據說他每次參戰都會在髮髻之中放一尊觀音像以求平安。